# Dionizy Moska
Dionizy Moska (ur. 1 października 1928 w Grabowie nad Prosną, zm. 29 czerwca 2025) – polski farmaceuta i historyk farmacji, profesor nadzwyczajny Śląskiej Akademii Medycznej w Katowicach.

## Życiorys
Był synem Rocha i Julianny z domu Joks. Uczył się w szkole podstawowej w Kępnie, gdzie przed wybuchem II wojny światowej ukończył cztery klasy. Podczas okupacji pracował jako robotnik rolny. Maturę zdał w 1950 r. w Liceum Drogistowskim w Krotoszynie, po czym podjął studia na Wydziale Farmaceutycznym Akademii Medycznej we Wrocławiu. Tytuł magistra farmacji uzyskał w 1954 roku. Po studiach został powołany na dwa lata do wojskowej służby zdrowia, którą ukończył w stopniu kapitana rezerwy.
W latach 1957–1992 kierował aptekami w Katowicach, między innymi w Okręgowym Szpitalu Kolejowym oraz aptece Obwodu Lecznictwa Kolejowego. W 1960 r. został nauczycielem zawodu w Technikum Farmaceutycznym w Katowicach, gdzie uczył przez dwadzieścia lat.
W 1971 roku ukończył Studium Dziennikarskie Uniwersytetu Śląskiego w Katowicach. W 1972 r. w Akademii Medycznej w Poznaniu otrzymał stopień doktora nauk farmaceutycznych na podstawie rozprawy Działalność narodowa i społeczna farmaceutów i lekarzy polskich na Górnym Śląsku w latach 1939–1945. W 1973 r. uzyskał drugi stopień specjalizacji z farmacji aptecznej w Centrum Medycznym Kształcenia Podyplomowego w Warszawie. W roku 1981 otrzymał dyplom ukończenia rocznego Centralnego Zaocznego Studium Prawnego dla Lekarzy, wydany przez Zrzeszenie Prawników Polskich w Warszawie.
W 1982 roku podjął jako pracownik naukowy i dydaktyczny pracę na Śląskiej Akademii Medycznej, gdzie zorganizował od podstaw i został kierownikiem Zakładu Farmacji Społecznej, który w 1998 r. został przemianowany na Zakład Historii Farmacji i Medycyny. W 1993 r. na podstawie dorobku naukowego i przedłożonej rozprawy habilitacyjnej Apteki i aptekarstwo w autonomicznym województwie śląskim w II Rzeczypospolitej Polskiej w latach 1922–1939 uzyskał na Akademii Medycznej w Lublinie stopień naukowy doktora habilitowanego w zakresie historii farmacji. W następnym roku został mianowany na stanowisko profesora nadzwyczajnego Śląskiej Akademii Medycznej.
W latach 1995–1998 był konsultantem regionalnym w dziedzinie farmacji stosowanej na obszar województwa katowickiego, częstochowskiego i bielskiego. W 1997 r. rektor Śląskiej Akademii Medycznej powierzył mu obowiązki kierownika Kolegium Kształcenia Specjalistycznego przy Wydziale Farmaceutycznym w Sosnowcu. Chociaż na emeryturę przeszedł w 2000 r., to jeszcze do roku 2007 był zatrudniony na część etatu na uczelni gdzie wykładał ustawodawstwo farmaceutyczne, etykę farmacji i historię farmacji.

## Dorobek naukowy
Opublikował trzy książki dotyczące etyki farmaceutycznej i historii farmacji oraz 130 artykułów naukowych, 90 popularnonaukowych i publicystycznych, a także 140 prac przyczynkowych i informacji kronikarskich. Był promotorem trzech prac doktorskich i 52 prac magisterskich. Recenzował 37 prac magisterskich, pięć doktorskich i dwie prace habilitacyjne.

## Działalności społeczna

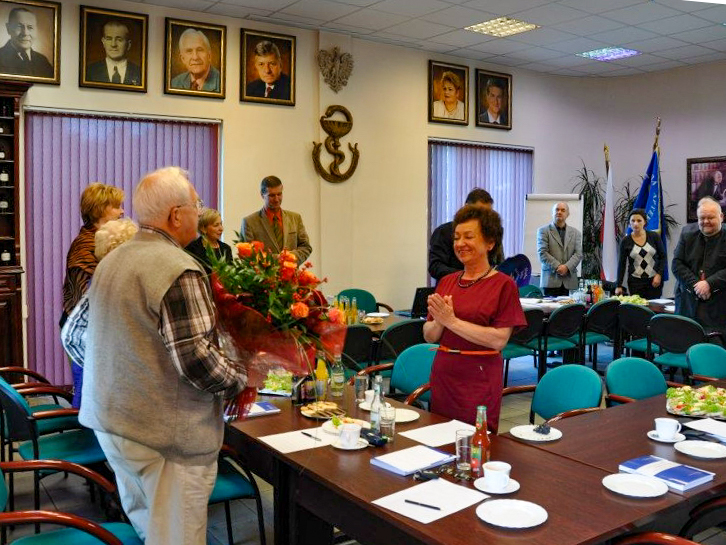
Profesor Dionizy Moska na zebraniu Śląskiej Izby Aptekarskiej

W latach 1975–1992 pełnił funkcję prezesa Oddziału Katowickiego Polskiego Towarzystwa Farmaceutycznego. Zarząd Główny PTFarm powołał go w latach 1984–1989 na członka Komitetu Redakcyjnego „Farmacji Polskiej”. W 1991 r. został wybrany na prezesa Okręgowej Izby Aptekarskiej w Katowicach, funkcję pełnił do 1995 r. W latach 1992–2004 był członkiem Sądu Koleżeńskiego PTFarm. Był zaangażowany w działalność Zespołu Sekcji Historii Farmacji PTFarm, od 2002 r. pełnił funkcję wiceprzewodniczącego Zespołu, natomiast w Zarządzie Oddziału PTFarm w Katowicach pełnił funkcję przewodniczącego Sekcji. W latach 2002–2005, był wiceprezesem Związku Nauczycielstwa Polskiego Pracowników Śląskiej Akademii Medycznej i Szpitali Klinicznych. W latach 1992–1999 był przewodniczącym Komisji ds. Etyki i Deontologii Zawodu Farmaceuty przy Naczelnej Radzie Aptekarskiej.
Od 1992 r. był redaktorem prowadzącym i naczelnym powołanego z jego inicjatywy biuletynu Śląskiej Rady Aptekarskiej w Katowicach „Apothecarius – Śląskie Forum Farmaceutyczne”.

## Nagrody i wyróżnienia
Był członkiem honorowym Polskiego Towarzystwa Farmaceutycznego, w którym od 2004 r. był honorowym prezesem Oddziału w Katowicach. Również Polskie Towarzystwo Historii Medycyny i Farmacji nadało mu członkostwo honorowe.
Został odznaczony: Krzyżem Kawalerskim Orderu Odrodzenia Polski (1986), Złotym Krzyżem Zasługi (1979), odznaką „Za wzorową pracę w służbie zdrowia”, Medalem Komisji Edukacji Narodowej (2001), Medalem Jędrzeja Śniadeckiego, Medalem im. prof. Bronisława Koskowskiego, Orderem Honorowym „Laur 50-lecia Śląskiej Akademii Medycznej”. W 1981 roku został wyróżniony tytułem „Farmaceuta Roku”. Otrzymał Medal 40-lecia Polski Ludowej (1984) oraz nagrodę wojewódzką „Za całokształt działalności społecznej i naukowo-popularyzatorskiej w zakresie farmacji” (1987). Podczas uroczystości swojego XV-lecia Śląska Izba Aptekarska uhonorowała go Medalem im. Edmunda Baranowskiego. Minister Zdrowia w 2007 r. nadał mu odznakę honorową „Za zasługi dla ochrony zdrowia”.